# Lay Down Rotten
Lay Down Rotten war eine deutsche Death-Metal-Band aus Herborn in Hessen.

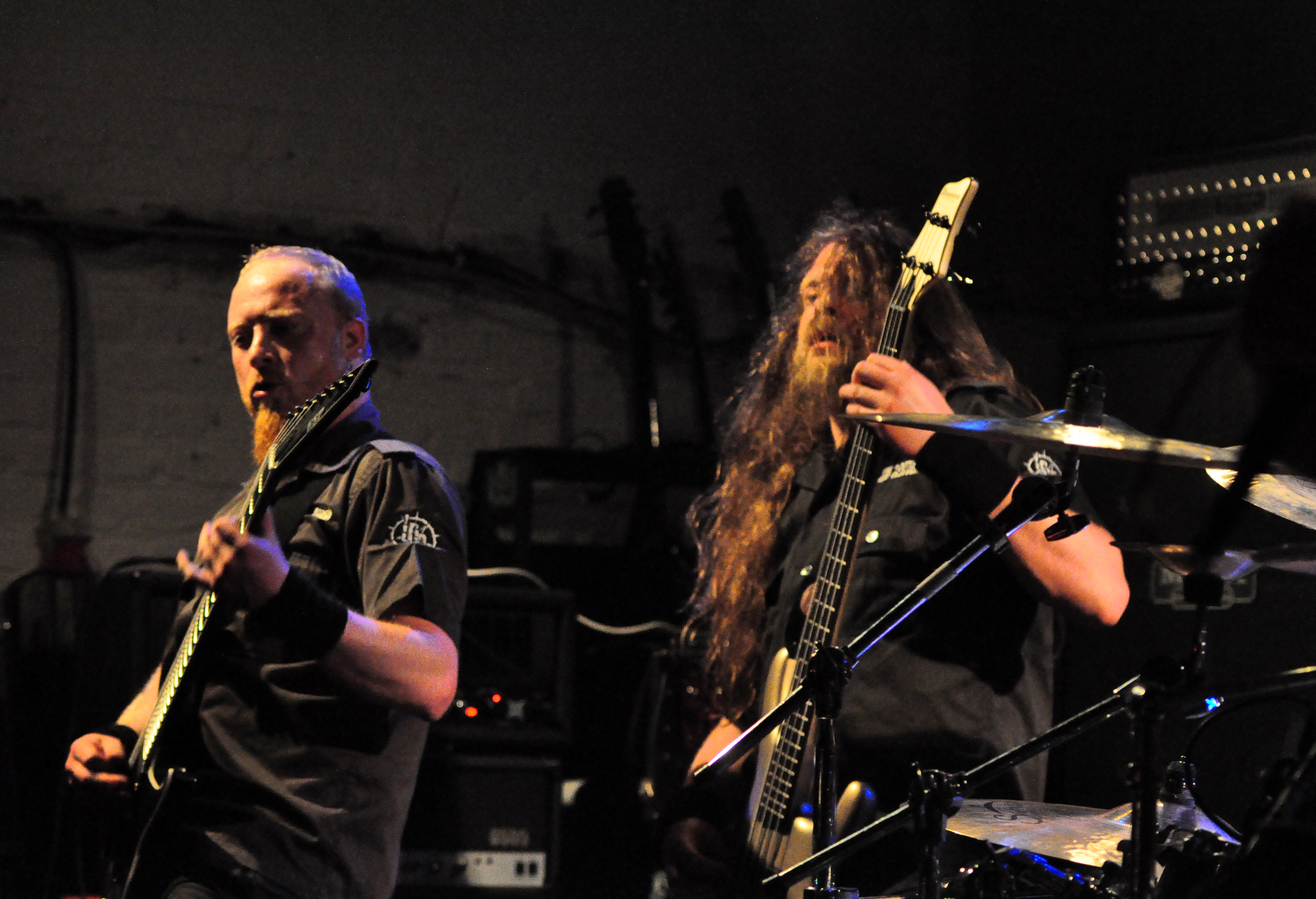
Daniel Seifert (links) und Uwe Kilian (rechts)

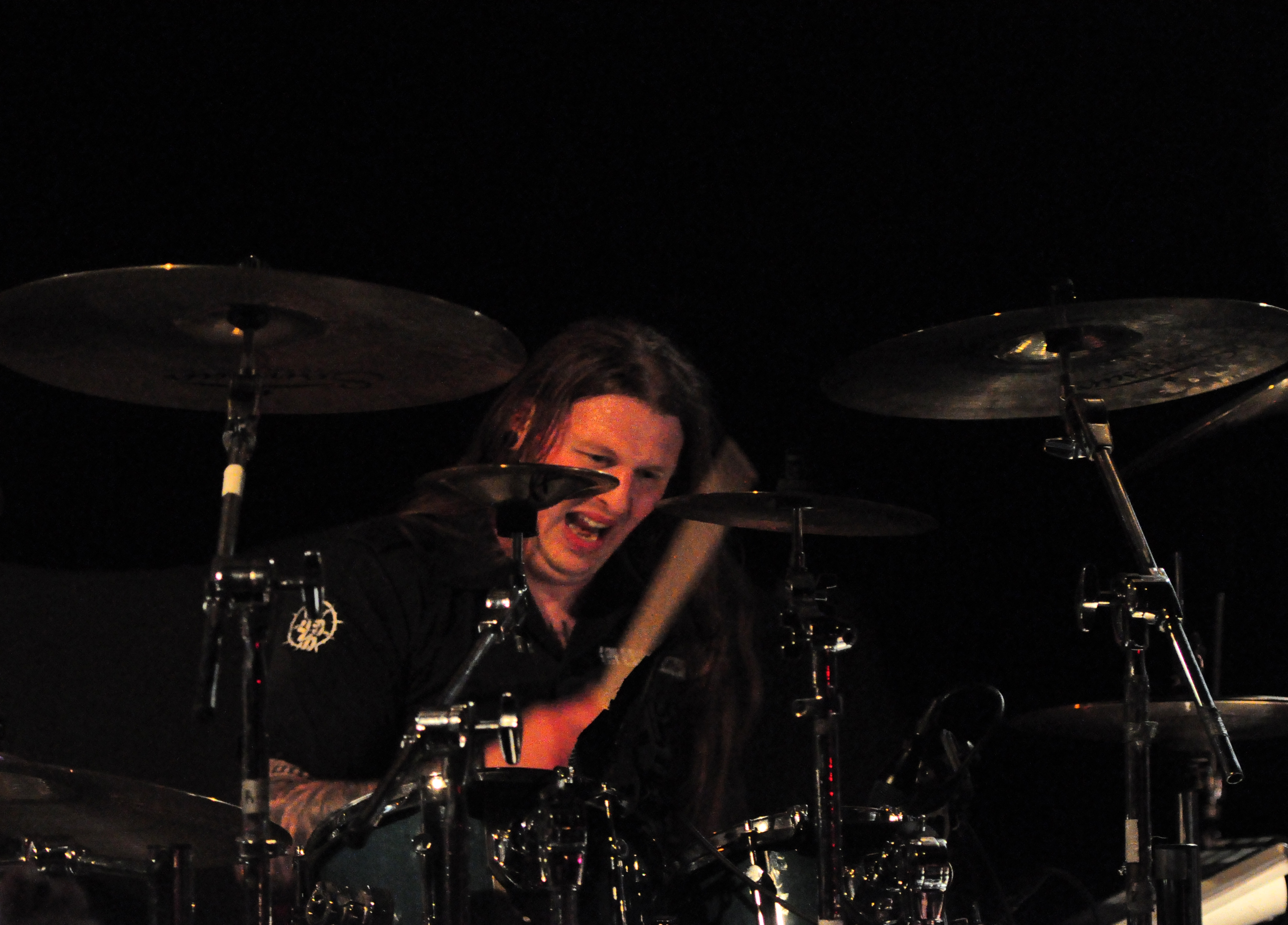
Timo Claas

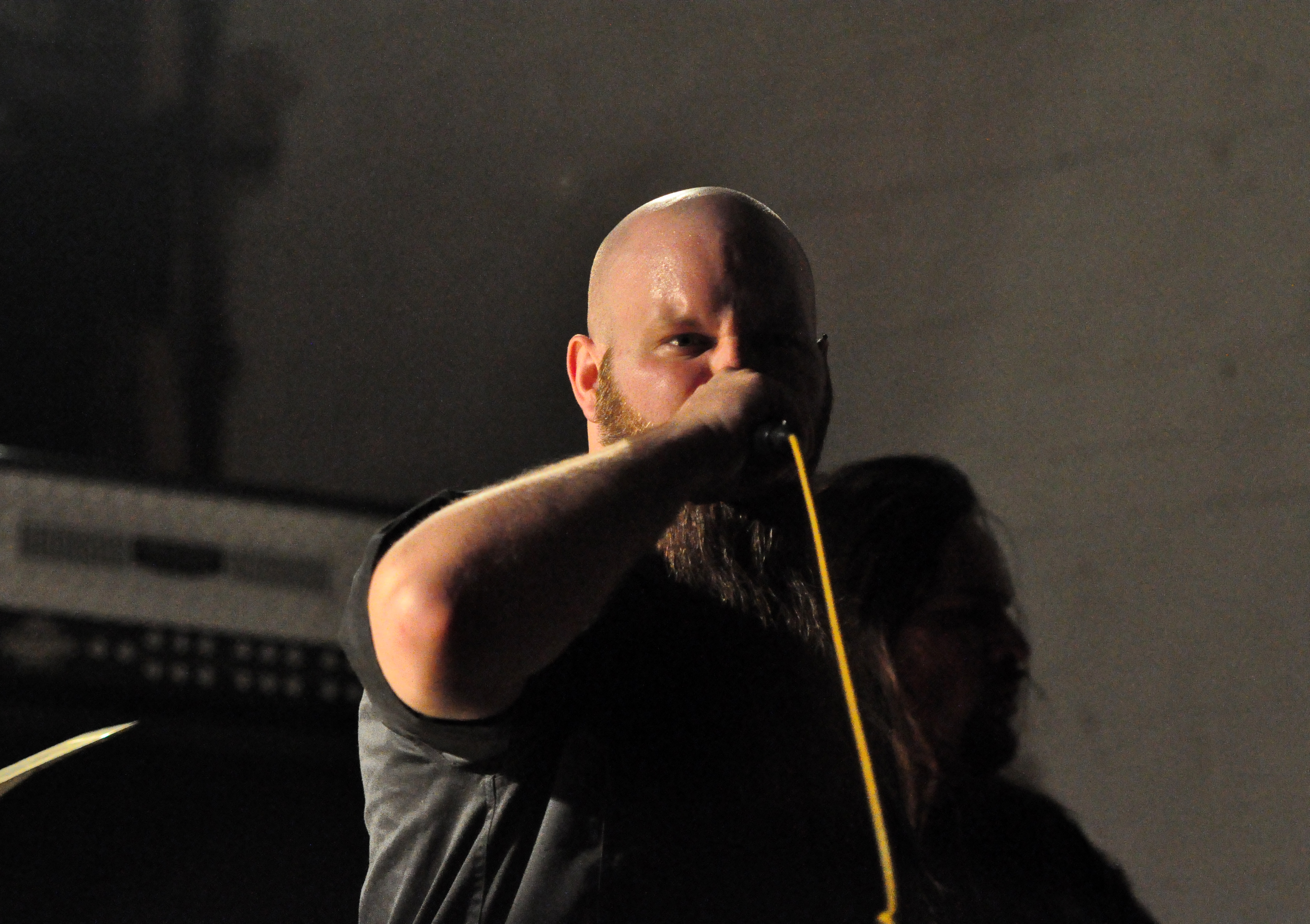
Jost Kleinert

## Geschichte
Gegründet wurde die Band im Jahr 1999 als Soloprojekt von Daniel Jakobi. Nachdem erstes Material eingespielt war stiegen im Jahr 2000 Timo Claas, Johannes Pitz und Daniel Benner in die Band ein, die sich von da an Lay Down Rotten nannte. In dieser Besetzung wurden dann die beiden Demos in Eigenregie aufgenommen. Im Jahr 2003 wurde dann das Debütalbum eingespielt welches man über das kleine Schwalmstädter Musiklabel Remission Records veröffentlichte, bevor man zusammen mit den Musikbands Meatknife und Gorezone im Frühjahr 2004 gemeinsam auf Tour ging. Noch im selben Jahr wurde das zweite Album mit dem Titel „Cold Constructed“ eingespielt und kurz darauf im Jahr 2005 veröffentlicht. Das Album bekam gute Kritiken von der Musikpresse und wurde im Anschluss von der Band durch zahlreiche Live-Auftritte promoted. Das anschließende dritte Album eröffnete Lay Down Rotten dann auch einen Plattenvertrag bei dem Musiklabel Metal Blade Records. Kurz darauf verließ der langjährige Gitarrist Daniel Benner die Band. Er wurde schon bald von Nils Förster ersetzt. Beide Gitarristen sind allerdings auf dem 2007er Album Reconquering the Pit zu hören.
Im Februar 2015 verkündete die Band auf ihrer Facebook-Seite die geplante Auflösung im Juni desselben Jahres. Als Gründe wurden „unterschiedliche Zielsetzungen“ der einzelnen Bandmitglieder angegeben, die eine Fortführung der Band unmöglich mache.

## Stil
Musikalisch bewegt sich die Band im Bereich des Old School Death Metal. Als Einflüsse gibt man dementsprechend auch bekannte Bands dieses Genres wie etwa Bolt Thrower, Hypocrisy oder auch ältere Arbeiten von Obituary an, jedoch sind die Musiker auch von Thrash-Metal-Bands beeinflusst.

## Diskografie
- 2000: Colder as Cold (Demo)
- 2001: Way of Weakness (Demo)
- 2003: Paralyzed by Fear (Album, Remission Records)
- 2005: Cold Constructed (Album, Remission Records)
- 2006: Breeding Insanity (Album, Remission Records)
- 2007: Reconquering the Pit (Album, Metal Blade Records)
- 2009: Gospel of the Wretched (Album, Metal Blade Records)
- 2012: Mask of Malice (Album, Metal Blade Records)
- 2014: Deathspell Catharsis (Album, Apostasy Records)